# Santa Igreja Ortodoxa na América do Norte
Santa Igreja Ortodoxa na América do Norte (inglês: Holy Orthodox Church in North America, abreviado HOCNA) ou Sínodo de Boston é uma jurisdição ortodoxa não canônica veterocaledarista, com congregações localizadas principalmente nos Estados Unidos e Canadá, e comunidades adicionais na América Latina, Europa, África e República da Geórgia. Muitos dos clérigos da HOCNA fizeram parte da Igreja Ortodoxa Russa Fora da Rússia (ROCOR). A HOCNA foi incorporada em 1987 por um grupo de ex-clérigos da ROCOR, e recebeu suas duas primeiras consagrações episcopais do Sínodo de Bispos do Arcebispo Auxentius de Atenas da Igreja dos Verdadeiros Cristãos Ortodoxos da Grécia. O atual Primaz é Gregório Babunashvili, Metropolita de Boston, Primeiro Hierarca da Santa Igreja Ortodoxa na América do Norte, desde 2015

## História
O Mosteiro da Santa Transfiguração foi fundado em 1961, em Boston, pelo Padre Panteleimon (nascido João Metropoulos, em 1935), um monge greco-americano. Irmão Panteleimon foi ordenado sacerdote pelo Patriarcado de Jerusalém em 1964. Desde então, até que o mosteiro fosse aceito pela Igreja Ortodoxa Russa fora da Rússia em 1965, ele homenageou o Patriarca de Jerusalém.[carece de fontes?]
Em 1986, o Mosteiro da Santa Transfiguração rompeu seus laços com a Igreja Ortodoxa Russa fora da Rússia e se colocou sob o homofório dos Metropolitas Gabriel das Cíclades e Akakios da Diavleia dos velhocalendaristas gregos.

### Formação da Santa Igreja Ortodoxa na América do Norte
No ano seguinte, em 1987, um grupo de aproximadamente 30 clérigos que deixaram a Igreja Ortodoxa Russa fora da Rússia fundou a Santa Igreja Ortodoxa na América do Norte, juntamente com a comunidade monástica do Mosteiro da Santa Transfiguração. Nos anos subsequentes (1988, 1991, 1996, 2004, 2006, 2012 e 2013), sete padres da Santa Igreja Ortodoxa na América do Norte foram consagrados como Bispos.

## Bispos
- Gregório (Babunashvili), Metropolita de Boston, Presidente do Santo Sínodo (desde 13 de agosto de 2015);[1]
- Inácio (Ponomarchuk), Metropolita de Seattle (desde 13 de dezembro de 2015);[1]
- Paulo (Gaturu), Metropolita de Nairobi Em nome da Igreja na África Oriental (desde outubro de 2016);[1]
- Crisóstomo (Larria), sufragâneo Bispo de Lanham;[1]
- Esperidião (Samokhvalov), Bispo de São Petersburgo, em nome da Igreja na Rússia (desde 28 de fevereiro de 2021).[1][3]
- João (Zatonski), sufragâneo Bispo de Woodside (desde 1 de outubro de 2023)

## Ex-Bispos
- Fócio (Tereshchenko), Bispo de Lyon (1996-1997), aposentado;
- Efraim (Spanos) (1939-2019), ex-Metropolita de Boston, falecido;[4]
- Moisés (Mahani), Bispo de Rozlindal (1996-2001), Metropolita de Seattle (2001-2007), Metropolita de Portland e o Oeste dos Estados Unidos (2007 - 20 de abril de 2011) mudou-se para o Sínodo de Crisóstomo;[2]
- Filareto (Mor), Bispo de Paris (16 de outubro de 1996 - julho de 1999);
- Sergio (Black), Bispo de Loch Lomond, Vigário de Seattle / Portland (7 de agosto de 2004 - 20 de abril de 2011) transferido para o Sínodo de Crisóstomo;[2]
- Demétrio (Kyriakou), Bispo de Carlisle, Vigário de Boston (4 de setembro de 2006 - 15 de setembro de 2012);
- Macário (Quatre), Bispo, Metropolita de Toronto (1996-21 de abril de 2019), transferido para o Sínodo Lamiano;[5]
- André (Chirron), Metropolita de Toronto (2019 - 6 de junho de 2021, falecido) (ex-Bispo de Markham em 10 de março de 2013-2019).[1][6]

## No Brasil
A Santa Igreja Ortodoxa na América do Norte tem presença no Brasil por meio da Missão Ortodoxa da Apresentação da Mãe de Deus no Templo, em Luziânia, liderada pelo Padre Joaquim Sena, sob o homofório do Bispo Gregório, Metropolita de Boston.

## Ligações Externas
- Santa Metrópole Ortodoxa de Boston Site Oficial (em inglês)
- Santa Metrópole Ortodoxa de Toronto Site Oficial (em inglês)
- Santa Metrópole Ortodoxa de Seattle Site Oficial (em inglês)
- Mosteiro da Sagrada Transfiguração Site Oficial (em inglês)